# Мусине Кокалари
Мусине Кокаларе (на албански: Musine Kokalari) е албанска прозаичка и политичка от предкомунистическия период на Албания.
Основателка е на Социалдемократическата партия на Албания през 1943 година. Тя е първата писателка в Албания. След кратко участие в политиката през Втората световна война тя е преследвана от комунистическия режим в Албания, като ѝ е забранено да пише. Умира в бедност и пълна изолация.

## Биография
Мусине Кокалари е родена на 10 февруари 1917 г. в Адана, Югоизточна Турция в патриотично и политически активно семейство с произход от Аргирокастро в Албания. През 1920 г. заедно със семейството си се завръща в Албания. Мусине от рано започва да придобива вкус за книги и желание за знание, тъй като брат ѝ Весим работи в книжарница в Тирана в средата на 1930-те години. През януари 1938 г. заминава за Рим да учи литература в местния университет и завършва през 1941 г. с теза за Наим Фрашъри.
Нейният престой във Вечния град ѝ дава ефимерен поглед в завладяващия свят на интелектуалната креативност, а единствената ѝ цел след завръщането ѝ е да стане писателка. През 1943 г. казва на приятел: „Искам да пиша, да пиша, само да пиша произведения и да нямам нищо общо с политиката“.

## Публикации между световните войни
На възраст от 24 години тя вече е публикувала колекция от 80 страници приказки на нейния роден аргирокастрийски диалект: „Както разказваше старата ми майка“ (Siç me thotë nënua plakë), Тирана, 1941 г. Тази историческа колекция, силно повлияна от фолклора на говорещите тоски албанци и от ежедневните борби на жените в Аргирокастро, е смята за първото литературно произведение написано и публикувано от жена в Албания. Ценността на колекцията е в живия диалект на Аргирокастро и преобладаващите нрави в региона. Кокалари нарича книгата „огледалото на един свят, минал през прехода от на детството на момичето с неговите мелодии и първите години на сватбата към света на зрялата жена, още веднъж вързана с тежките вериги на робството на патриархалния фанатизъм“.
Три години по-късно, въпреки превратностите на Втората световна война, Кокалари, която по това време е на двадесет и седем, успява да публикува по-голяма колекция от кратки истории и есета на тема „Как живота се люлее“, Тирана, 1944. Тази творба дълга общо 348 страници я установява все повече като писателка. Третият том на нейните фолклорни истории е озаглавен „Около сърцето“ (Rreth vatrës), Tirana, 1944.

## След Втората световна война
След края на Втората световна война, Кокалари отваря книжарница и е поканена да стане член на Албанската лига на писателите и художниците, която е създадена на 7 октомври 1945 година с председател Сейфула Малешова. Двамата ѝ братя Мумтаз и Вейсим са екзекутирани без процес от комунистите на 12 ноември 1944 г., при което тя търси справедливост. Поради близостта си с братята си и участието ѝ в Социалдемократическата партия и нейния вестник Zëri i lirisë („Глас на свободата“) Кокалари е арестувана на 17 януари 1946 година едновременно с Малешова и на 2 юли 1946 г. е осъдена от военен съд на 20 години затвор като „саботьор и враг на народа“
Точно преди ареста си изпраща писмо до Съюзниците, които все още се намират в албанската столица Тирана. В писмото си настоява за свободни избори и свобода на изразяването. На процеса си Кокалари казва следното:

Няма нужда да съм комунистка, за да обичам страната си. Обичам страната си дори и да не съм комунистка. Обичам нейният прогрес. Хвалите се, че сте спечилили войната и сега сте победители и искате да отстраните тези, които наричате политически опоненти. Аз мисля различно, но обичам страната си. Наказвате ме за моите идеали!

През 1964 г., след 18 години в затвора в Бурел, в окръг Мати, изолирана и под постоянно наблюдение тя прекарва следващите 19 години като интернирана в Ръшен, Северна Албания. Там работи като улична метачка. Никога не ѝ е позволено да поднови писателската си дейност. Въпреки че е болна в последен стадий от рак, ѝ е отказано болнично легло. Тя умира на 14 август 1983 година.

## Признание
Кокалари е сред първите вкарани в затвора писатели, включени от Комитета на тримата (предшественик на Международния ПЕН клуб) през 1960 г. През 1993 г. Кокалари е обявена посмъртно за Мъченица за демокрация от президента на Албания, а училище в Тирана носи нейното име.